# Conde de Chester
El condado de Chester fue uno de los condados más poderosos de Inglaterra que se extendía principalmente a lo largo de condados de Cheshire y Flintshire. Desde 1301 el título se otorga al heredero aparente al trono inglés, y desde finales del siglo XIV se ha dado sólo en combinación con el título de príncipe de Gales.

## Honor de Chester y Condado Palatino
El condado de Cheshire estuvo desde finales del s. XI en manos de los poderosos condes de Chester, y todas las tierras que poseían en Inglaterra eran llamadas el honor de Chester. Hacia el siglo XII (incluso pudo haber sido antes) los condes habían establecido una posición de poder como gobernantes cuasi-principescos de Cheshire, que llevaron a la posterior creación del Condado Palatino de Chester y Flint.

## Condado Palatino
El condado revirtió a la Corona a la muerte de Juan de Escocia, séptimo y último de los condes de Chester. Guillermo de Forz, cuarto conde de Albemarle, reclamó el condado al ser el esposo de Christina, la coheredera, pero el rey lo persuadió a renunciar a sus derechos en 1241 a cambio de tierras modestas en otros lugares. Los otros coherederos pronto hicieron lo mismo. y fue anexado en 1246. El rey Enrique III otorgó el señorío de Chester, pero no el título de conde, a su hijo Eduardo en 1254 y cuando este subió al trono lo concedió a título de conde a su vez a su hijo, Eduardo de Caernarvon, primer príncipe de Gales. Para entonces, el condado de Chester consistía en dos condados: Cheshire y Flintshire.
El establecimiento del control real sobre el condado de Chester hizo posible la conquista del norte de Gales por parte de rey Eduardo Ijugando un importante papel como base de suministro durante las guerras de Gales (1275-1284). Conservó su organización separada como condado palatino hasta el reinado de Enrique VIII. Desde 1301 el condado de Chester se otorga siempre a los príncipes de Gales. Brevemente ascendido a principado en 1398 por Ricardo II, volvió a ser condado al año siguiente por decisión de Enrique IV.
Mientras que el hijo mayor del monarca británico nace siendo duque de Cornualles, debe ser creado conde de Chester (y príncipe de Gales). El entonces príncipe Guillermo fue creado conde de Chester el 9 de septiembre de 2022, al mismo tiempo que era también creado príncipe de Gales.

## Lista de condes de Chester

### Primera creación (1007-1070)
- Gerbod el Flamenco

### Segunda creación (1071)
- 1071-1101: Hugo de Avranches[2][3]
- 1101-1120: Ricardo de Avranches
- 1120-1129: Ranulf le Meschin
- 1129-1153: Ranulf de Gernon
- 1153-1181: Hugo de Kevelioc
- 1181-1232: Ranulfo de Blondeville
- 1232: Matilda de Chester, condesa de jure
- 1232: Juan de Escocia

### Tercera creación (1254)
- Eduardo, señor de Chester (sin título condal, desde 1272 rey como Eduardo I)

### Cuarta creación (1264)
- Simón de Montfort (perdió el título en 1265)

### Tratamiento
- Alfonso (nunca ceado, solo titulado como tal)

### Quinta creación (1301)
- Eduardo de Caernarvon (desde 1307, rey como Eduardo II)

### Sexta creación (1312)
- Eduardo Plantagenet (desde 1327, rey como Eduardo III)

A partir de entonces, el condado de Chester se crea en conjunto el Principado de Gales. Ver príncipe de Gales para más condes de Chester.